# Benjamin Rocher
 (décembre 2015).
Si vous disposez d'ouvrages ou d'articles de référence ou si vous connaissez des sites web de qualité traitant du thème abordé ici, merci de compléter l'article en donnant les références utiles à sa vérifiabilité et en les liant à la section « Notes et références ».
Benjamin Rocher, né le 1er janvier 1977, est un réalisateur et scénariste français.

## Carrière
Benjamin Rocher commence sa carrière de réalisateur avec le critique de cinéma Yannick Dahan. Ensemble, ils tournent un premier court métrage, Rivoallan, avec Jo Prestia et Alain Figlarz en 2007. Après ce premier film remarqué, les deux hommes passent au long métrage en 2009 avec La Horde, un film mêlant horreur et polar, mettant en scène un groupe de policiers partis faire une descente dans un immeuble de banlieue, confrontés à une horde de zombies. Le film est présenté au prestigieux Festival de Venise mais sera un sévère échec commercial et critique.
En 2013, Benjamin Rocher revient, mais seul cette fois, avec la première partie du diptyque Goal of the Dead, une comédie horrifique racontant les mésaventures d'une équipe de foot confrontée à un virus transformant toute personne infectée en zombie. Le film réunit Alban Lenoir, Charlie Bruneau et Bruno Salomone. En 2015, il se fait remarquer grâce à Antigang, un film d'action rendant hommage aux films policiers hollywoodiens des années 1980-90 et marque le grand retour de Jean Reno en tête d'affiche d'un film d'action. Aux côtés de l'acteur, on retrouve également Caterina Murino, Thierry Neuvic, Stéfi Celma et la révélation Alban Lenoir. Malgré un accueil critique négatif, le film obtient un petit succès en salles.
Son frère, Raphaël, a produit tous ses films via sa société Empreinte Digitale.

## Filmographie

### Réalisateur

#### Courts métrages
- 2007 : Rivoallan (avec Yannick Dahan)

#### Longs métrages
- 2009 : La Horde (avec Yannick Dahan)
- 2013 : Goal of the Dead (avec Thierry Poiraud)
- 2015 : Antigang
- 2023 : Antigang, la relève

#### Série télévisée
- 2020 : Moah [3].
- 2025 : Lucky Luke

### Scénariste
- 2007 : Rivoallan
- 2009 : La Horde